# Naucleopsis caloneura
Naucleopsis caloneura là một loài thực vật có hoa trong họ Moraceae. Loài này được (Huber) Ducke mô tả khoa học đầu tiên năm 1922.